# 滋賀県道502号近江八幡停車場線
滋賀県道502号近江八幡停車場線（しがけんどう502ごう おうみはちまんていしゃじょうせん）は、滋賀県近江八幡市を通る一般県道である。

## 概要
近江八幡市鷹飼町から近江八幡市中村町に至る。
JR西日本東海道本線・近江鉄道八日市線 近江八幡駅から市街地へ向かう路線である。「駅前大通り」、「ぶーめらん通り」という愛称で呼ばれている。この中で「ぶーめらん通り」の愛称は、北側へ斜めにカーブしている線形から名づけられている。

### 路線データ
- 起点：近江八幡市鷹飼町（JR西日本東海道本線・近江鉄道八日市線 近江八幡駅前）
- 終点：近江八幡市中村町（中村町交差点、滋賀県道2号大津能登川長浜線交点）
- 総延長：1.2 km

## 歴史
1955年（昭和30年）からはじまった近江八幡駅前土地区画整理事業によって建設された道路である。1972年（昭和47年）、平和堂近江八幡店（閉店）が開店し、その翌年に滋賀銀行八幡駅前支店が移転してきた。それからこの通りの道筋に商店街が形成されていった。平成に入り、道路周辺では宅地化が行われている。1990年（平成2年）に近江八幡市景観形成地区として隣接する商店街と滋賀県の間で協定が結ばれ、花や緑のある大通りとして整備された。そのため、街路樹やフラワーポットなどの設置が行われている。1997年（平成8年）に愛称の募集が行われ、このときに「ぶーめらん通り」という愛称が名付けられた。

### 年表
- 1959年（昭和34年）12月4日 - 滋賀県告示第428号により県道の路線に認定される[2]。
- 2018年（平成30年） - 近江八幡駅前交差点 - 中村町交差点間（ほぼ全線）がレッドゾーン（前年1年間に人身事故が多発した区域）に指定された[3]。

## 路線状況
センターラインのある2車線の道路となっている。

### 通称
- ぶーめらん通り

### 交通量
24時間交通量（台）　道路交通センサス
| 区間        | 平成17（2005）年度 | 平成22（2010）年度 | 平成27（2015）年度 |
| ----------- | ------------------ | ------------------ | ------------------ |
| 起点 - 終点 | 10,145             | 10,171             | 10,053             |

（出典：「平成22年度　全国道路・街路交通情勢調査 一般交通量調査 箇所別基本表」、「平成27年度全国道路・街路交通情勢調査 一般交通量調査 箇所別基本表」（国土交通省ホームページ）より一部データを抜粋して作成）

## 地理

### 通過する自治体
- 近江八幡市

### 交差する道路
| 交差する道路                                     | 交差する場所 | 交差する場所        |
| ------------------------------------------------ | ------------ | ------------------- |
| 滋賀県道48号近江八幡守山線 / サンロード筋        | 鷹飼町       | 近江八幡駅前交差点  |
| 近江八幡市道八木黒橋線 / 官庁街中筋              | 桜宮町       | 桜宮町交差点        |
| 滋賀県道2号大津能登川長浜線 / 彦根道＝朝鮮人街道 | 中村町       | 中村町交差点 / 終点 |

### 沿線
- JR西日本東海道本線・近江鉄道八日市線 近江八幡駅
- イオン近江八幡ショッピングセンター
- 平和堂 フレンドマート八幡鷹飼店
- 滋賀銀行 八幡駅前支店
- 滋賀中央信用金庫 本店
- 近江八幡市役所
- 近江八幡郵便局
- 近江八幡市立総合医療センター
- アル・プラザ近江八幡